# Faizganj
Faizganj là một thị xã và là một nagar panchayat của quận Budaun thuộc bang Uttar Pradesh, Ấn Độ.

## Nhân khẩu
Theo điều tra dân số năm 2001 của Ấn Độ, Faizganj có dân số 10.036 người. Phái nam chiếm 54% tổng số dân và phái nữ chiếm 46%. Faizganj có tỷ lệ 34% biết đọc biết viết, thấp hơn tỷ lệ trung bình toàn quốc là 59,5%: tỷ lệ cho phái nam là 42%, và tỷ lệ cho phái nữ là 24%. Tại Faizganj, 21% dân số nhỏ hơn 6 tuổi.